# IC 1139
IC 1139 је спирална галаксија у сазвјежђу Мали медвјед која се налази на листи објеката дубоког неба у Индекс каталогу.
Деклинација објекта је + 82° 35' 4" а ректасцензија 15h 29m 26,0s. Привидна величина (магнитуда) објекта IC 1139 износи 14,9 а фотографска магнитуда 15,7. IC 1139 је још познат и под ознакама CGCG 366-17, NPM1G +82.0076, PGC 55236.